# Kalat al-Hadi asz-Szarkijja
Kalat al-Hadi asz-Szarkijja (arab. قلعة الهادي الشرقية) – wieś w Syrii, w muhafazie Al-Hasaka. W 2004 roku liczyła 875 mieszkańców.